# دریاکوه لوئیهی
دریاکوه لوئیهی (انگلیسی: Lōʻihi Seamount) مشهور به لوئیهی یک آتشفشان زیردریاییِ فعال است که در ۳۵ کیلومتر (۲۲ مایل) جنوب شرقی ساحل هاوایی واقع شده‌است. قلهٔ این دریاکوه، در حدود ۹۷۵ متر (۳٬۰۰۰ فوت) در زیر سطح آب‌های آزاد قرار دارد. این دریاکوه در دامنهٔ ماونا لوا که بزرگترین آتشفشان سپری در زمین است، واقع شده است. لوئیهی در زبان محلی هاوایی به معنای «دراز» است و جوان‌ترین آتش‌فشان در رشته‌کوه زیردریایی هاوایی-امپراتور است؛ رشته آتشفشان‌هایی که در حدود ۶٬۲۰۰ کیلومتر (۳٬۹۰۰ مایل) در شمال غربی لوئیهی امتداد می‌یابند. برخلاف بیشتر آتشفشان‌های فعال در اقیانوس آرام که زمین‌ساخت صفحه‌ای فعال را در حلقه آتش این اقیانوس تشکیل می‌دهد، لوئیهی و سایر آتشفشان‌های رشته‌کوه زیردریایی هاوایی-امپراتور، تفتگاه‌های آتشفشانی هستند و با فاصلهٔ نسبتاً دوری از نزدیک‌ترین زمین‌ساخت صفحه‌ای ایجاد شده‌اند.
لوئیهی در حدود ۴۰۰٬۰۰۰ سال پیش شکل گرفت و انتظار می‌رود ظرف ۱۰٬۰۰۰ تا ۱۰۰٬۰۰۰ سال آینده از زیر آب بیرون بزند. ارتفاع قلهٔ آن از کف اقیانوس ۳٬۰۰۰ متر (۱۰٬۰۰۰ فوت) است که بدین ترتیب، ارتفاعی بیشتر از کوه سنت هلن پیش از فوران فاجعه‌بارش در سال ۱۹۸۰ دارد. جمعیت میکروبی گوناگونی در چاه‌های گرمابی فراوان اطراف آن زندگی می‌کند.
در تابستان ۱۹۹۶، یک گروه ۴۰۷۰ تایی از زمین‌لرزه در لوئیهی ثبت شد که پُرانرژی‌ترین زمین‌لرزه‌های تاریخ مکتوب هاوایی بود. این گروه زمین‌لرزه‌ها، ۱۰ تا ۱۳ کیلومتر مربع (۴ تا ۵ مایل مربع) از قلهٔ لوئیهی را تغییر دادند و یک بخش از آن به نام «دریچهٔ آتشفشانی پله» بر روی خودش فرو ریخت و ایجاد حفره‌ای کرد که بعدها به «حفرهٔ پله» تغییر نام داد. این آتشفشان از سال ۱۹۹۶ کمابیش فعال بوده‌است و زیر نظر و پایشِ سازمان زمین‌شناسی آمریکا قرار دارد. سازمان «دیدبان زمین‌شناسی زیرآبی هاوایی» (HUGO) از سال ۱۹۹۷ تا ۱۹۹۸، داده‌های بی‌درنگ لوئیهی را ارائه می‌کرد. آخرین فوران این دریاکوه آتشفشانی مربوط به سال ۱۹۹۶ و پیش از گروه زمین‌لرزه‌های تابستان همان سال است.